# جائزة إم تي في لأفضل ثنائي على الشاشة
جائزة إم تي في ثنائي على الشاشة  هي جائزة من جوائز إم تي في للأفلام تقدم للممثلين عن أدورائهم في المشاهد الثنائية. تم إعادة تسميتها في عام 2001م باسم أفضل فريق على الشاشة، أوقفت هذه الجائزة في عام 2006م لكنها عادت في عام 2012م بعد أن تم تغيير أسمها. في النهاية وبالتحديد في عام 2013م تم إرجاعها لاسمها الأصلي جائزة ام تي في لأفضل ثنائي على الشاشة.

## فائزون
الفائزون بالجائزة:  
- ديف فرانكو (سنة 2015) (عن عمل جيران)
- زاك إيفرون (سنة 2015) (عن عمل جيران)
- فين ديزل (سنة 2014) (عن عمل سرعة وغضب 6)
- بول ووكر (سنة 2014) (عن عمل سرعة وغضب 6)
- مارك والبيرغ (سنة 2013) (عن عمل تيد)
- سيث ماكفارلن (سنة 2013) (عن عمل تيد)
- توم فيلتون (سنة 2012) (عن عمل هاري بوتر ومقدسات الموت – الجزء 2)
- دانيال رادكليف (سنة 2012) (عن عمل هاري بوتر ومقدسات الموت – الجزء 2)
- روبرت غرينت (سنة 2012) (عن عمل هاري بوتر ومقدسات الموت – الجزء 2)
- إيما واتسون (سنة 2012) (عن عمل هاري بوتر ومقدسات الموت – الجزء 2)
- أوين ويلسون (سنة 2006) (عن عمل متطفلي العرس)
- فينس فون (سنة 2006) (عن عمل متطفلي العرس)
- ليندسي لوهان (سنة 2005) (عن عمل فتيات لئيمات)
- أماندا سيفريد (سنة 2005) (عن عمل فتيات لئيمات)
- لاسي تشابيرت (سنة 2005) (عن عمل فتيات لئيمات)
- رايتشل مكأدامز (سنة 2005) (عن عمل فتيات لئيمات)
- آدم ساندلر (سنة 2004) (عن عمل أول 50 موعدا غراميا)
- درو باريمور (سنة 2004) (عن عمل أول 50 موعدا غراميا)
- شون أستين (سنة 2003) (عن عمل سيد الخواتم: البرجان)
- إليجاه وود (سنة 2003) (عن عمل سيد الخواتم: البرجان)
- بول ووكر (سنة 2002) (عن عمل السرعة و الغضب)
- فين ديزل (سنة 2002) (عن عمل السرعة و الغضب)
- لوسي لو (سنة 2001) (عن عمل ملائكة تشارلي)
- درو باريمور (سنة 2001) (عن عمل ملائكة تشارلي)
- كاميرون دياز (سنة 2001) (عن عمل ملائكة تشارلي)
- مايك مايرز (سنة 2000) (عن عمل أوستن باورز: الجاسوس الذي غيرني)
- فيرن تروير (سنة 2000) (عن عمل أوستن باورز: الجاسوس الذي غيرني)
- كريس تاكر (سنة 1999) (عن عمل ساعة الذروة)
- جاكي شان (سنة 1999) (عن عمل ساعة الذروة)
- نيكولاس كيج (سنة 1998) (عن عمل الوجه المخلوع)
- جون ترافولتا (سنة 1998) (عن عمل الوجه المخلوع)
- نيكولاس كيج (سنة 1997) (عن عمل الصخرة)
- شون كونري (سنة 1997) (عن عمل الصخرة)
- ديفيد سبيد (سنة 1996) (عن عمل Tommy Boy)
- كريس فارلي (سنة 1996) (عن عمل Tommy Boy)
- كيانو ريفز (سنة 1995) (عن عمل سبيد)
- ساندرا بولوك (سنة 1995) (عن عمل سبيد)
- تومي لي جونز (سنة 1994) (عن عمل الهارب)
- هاريسون فورد (سنة 1994) (عن عمل الهارب)
- ميل غيبسون (سنة 1993) (عن عمل Lethal Weapon 3)
- داني غلوفر (سنة 1993) (عن عمل Lethal Weapon 3)
- دانا كارفي (سنة 1992) (عن عمل Wayne's World)
- مايك مايرز (سنة 1992) (عن عمل Wayne's World)